# Azorenvink
De azorenvink (Fringilla  moreletti) is een zangvogel uit de familie van de vinkachtigen (Fringillidae). De vogelsoort is endemisch op de eilandengroep de Azoren.

## Taxonomie
De vogel werd in 1859 door de Franse vogelkundige Jacques Pucheran geldig beschreven, maar door de grote gelijkenis in uiterlijke kenmerken daarna veelal gezien als ondersoort van de (gewone) vink (F. coelebs). Volgens in 2021 gepubliceerd onderzoek is de status van soort verdedigbaar.

## Kenmerken
De vogel is 14 tot 18 cm lang en lijkt sterk op de gewone vink. Het mannetje heeft een olijfgroene mantel, een blauwe kruin en nek en is blauw op de flanken. Het vrouwtje is van boven donker grijsbruin en van onder lichter grijs met een vleugelstreep.

## Verspreiding en leefgebied
De azorenvink komt voor op de grootste eilanden van de Azoren. Door BirdLife International wordt de vogel als ondersoort beschouwd, daarom heeft de soort geen eigen vermelding op de Rode Lijst van de IUCN.